# 순환 경제
순환 경제(circular economy, 순환성, circularity 또는 CE)는 가능한 한 오랫동안 기존 재료 및 제품을 공유, 임대, 재사용, 수리, 개조 및 재활용하는 생산 및 소비 모델이다. CE는 모델의 세 가지 기본 원칙의 설계 기반 구현을 강조하여 기후 변화, 생물 다양성 손실, 폐기물 및 오염과 같은 글로벌 문제를 해결하는 것을 목표로 한다. 순환 경제로의 전환에 필요한 세 가지 원칙은 폐기물 및 오염 방지, 제품 및 재료 사용 유지, 자연 시스템 재생이다. CE는 전통적인 순환 경제와 대조하여 정의된다. 순환 경제의 아이디어와 개념(CE)은 지난 10년 동안 학계, 기업 및 정부에서 광범위하게 연구되어 왔으며, CE는 원자재의 배출 및 소비를 최소화하고 새로운 시장 전망을 열며 주로 '소비의 지속 가능성'을 높이는 데 도움이 되기 때문에 인기를 얻고 있다. 이는 '자원 효율성'을 향상시킨다.
정부 차원에서 CE는 지구 온난화에 대처하는 수단이자 장기적인 성장 촉진제로 간주된다. CE는 행위자와 자원을 지리적으로 연결하여 지역 수준에서 '물질 루프'를 중지할 수 있다. 핵심 원칙에서 유럽 의회는 CE를 "가능한 한 오랫동안 기존 재료 및 제품의 공유, 임대, 재사용, 수리, 개조 및 재활용을 포함하는 생산 및 소비의 모델"로 정의한다. 이러한 방식으로 제품의 수명 주기가 연장된다.
순환 경제에서 비즈니스 모델은 선형(linear) 프로세스에서 순환(circular) 프로세스로 전환하는 데 중요한 역할을 한다. 서비스로서의 제품, 공유 플랫폼, 제품 수명 연장 모델 등 순환성을 지원하는 다양한 비즈니스 모델이 확인되었다. 이러한 모델은 순환 경제의 전반적인 목표에 기여하면서 자원 활용을 최적화하고 낭비를 줄이며 기업과 고객 모두에게 가치를 창출하는 것을 목표로 한다.
순환 경제에서 천연 자원은 설계 및 제조 방식으로 인해 궁극적으로 폐기물이 될 제품으로 변모한다. 이 과정은 종종 "가지고, 만들고, 낭비한다"로 요약된다. 대조적으로, 순환 경제는 '쓰고 만들고 낭비하는' 접근 방식에서 보다 회복적이고 재생적인 시스템으로 전환하는 것을 목표로 한다. 재사용, 공유, 수리, 개조, 재제조 및 재활용을 사용하여 폐쇄형 루프 시스템을 만들고 자원 입력의 사용과 폐기물, 오염 및 탄소 배출을 줄인다. 순환 경제는 제품, 재료, 장비 및 인프라를 더 오래 사용하여 이러한 자원의 생산성을 향상시키는 것을 목표로 한다. 폐기물과 에너지는 폐기물 가치화를 통해 다른 공정에 투입되어야 한다: 다른 산업 공정의 구성 요소 또는 자연의 재생 자원(예: 퇴비). EMF(Ellen MacArthur Foundation)는 순환 경제를 가치와 설계에 의해 회복 또는 재생되는 산업 경제로 정의한다.
순환 경제 전략은 개별 제품 및 서비스에서 전체 산업 및 도시에 이르기까지 다양한 규모로 적용될 수 있다. 예를 들어, 산업 공생은 한 산업의 폐기물이 다른 산업의 투입물이 되어 자원 교환 네트워크를 만들고 폐기물, 오염 및 자원 소비를 줄이는 전략이다. 마찬가지로 순환 도시는 순환 원칙을 도시 계획 및 개발에 통합하여 지역 자원 루프를 육성하고 시민 사이에서 지속 가능한 라이프스타일을 촉진하는 것을 목표로 한다. 2022년과 2023년에 전 세계 경제 활동의 10% 미만이 순환되었다.

## 같이 보기
- 적정기술
- 이력 추적제
- 다운 싸이클링
- 내구소비재
- 자연의 권리
- 녹색 경제
- 전 과정 평가
- 경로 분석
- 재사용
- 공유 경제
- 합성 연료
- 새활용